# 솔밭초등학교
솔밭초등학교는 대한민국 충청북도 청주시에 있는 공립 초등학교이다. 2006년에 폐교된 구 양백상업고등학교 부지에 개교하였다.

## 연혁
- 2008. 01. 01 솔밭국민학교로 설립인가
- 2009. 09. 01 신인자 초대교장 부임
- 2010. 09. 01 초등 10학급, 유치원 1학급 편성
- 2010. 09. 07 제1회 초등학교 입학식(10학급, 274명)
- 2010. 10. 12 제1회 유치원 입학식 (1학급, 24명)
- 2010. 10. 25 개교기념식
- 2011. 02. 16 제1회 유치원 졸업식(23명)
- 2011. 02. 18 제1회 초등학교 졸업식(졸업생 24명)
- 2011. 03. 01 23학급 편성(유치원 2학급)
- 2011. 03. 03 제2회 초등학교 입학식(153명)
- 2011. 03. 05 제2회 유치원 입학식(2학급, 47명)
- 2012. 02. 15 제2회 유치원 졸업식(29명)
- 2012. 02. 16 제2회 초등학교 졸업식(69명)
- 2012. 03. 05 제3회 초등학교 입학식(7학급, 177명)
- 2012. 03. 06 제3회 유치원 입학식(2학급, 50명)
- 2013. 02. 15 제3회 유치원 졸업식(27명)
- 2013. 02. 21 제3회 초등학교 졸업식(159명)
- 2013. 03. 01 초등 37학급, 유치원 3학급 편성
- 2013. 03. 05 제4회 초등학교 입학식(7학급, 210명)
- 2013. 03. 06 제4회 유치원 입학식(65명)
- 2014. 02. 14 제4회 유치원 졸업식(25명)
- 2014. 02. 18 제4회 초등학교 졸업식(176명)
- 2014. 03. 01 초등 40학급, 유치원 3학급 편성
- 2014. 03. 03 제5회 초등학교 입학식(8학급, 236명)
- 2014. 03. 06 제5회 유치원 입학식(3학급, 59명)
- 2014. 09. 01 오병천 제2대 교장 부임
- 2015. 02. 12 제5회 초등학교 졸업식 (135명)
- 2015. 03. 01 초등 49학급, 유치원 3학급 편성
- 2015. 03. 02 제6회 초등학교 입학식 (9학급, 233명)
- 2016. 02. 27 솔밭초등학교로 교명변경